# Lokland
Het Lokland is een "eiland" dat is ontstaan bij de aanleg van het Noord-Willemskanaal in de jaren 1860.
Bij de aanleg van het kanaal werd grotendeels het tracé van de Drentsche Aa (plaatselijk het Hoornsediep genoemd) aangehouden. Bij Haren werd echter een bochtig gedeelte van het kanaal afgesneden. Het tussenliggende gebied werd het Lokland genoemd. Het was via een onderleider verbonden met het waterschap Helpman.
Tegenwoordig is het gebied, dat ten oosten van de Nijveensterkolk ligt, grotendeels natuur. Enkele scouting-groepen zijn op het eiland actief.
Ten noorden ligt een later ontstaan vergelijkbaar kleiner eilandje dat de naam Helperland heeft gekregen.